# Cosmorhoe dubitatrix
Cosmorhoe dubitatrix är en fjärilsart som beskrevs av Felix Bryk 1942. Cosmorhoe dubitatrix ingår i släktet Cosmorhoe och familjen mätare. Inga underarter finns listade i Catalogue of Life.